# مقاطعة ليريك
مقاطعة ليريك (بالأذرية: Lerik) هي مقاطعة في أذربيجان، يبلغ عدد سكانها 74 ألف و522 نسمة (أحصاء 2009)، وعاصمتها مدينة ليريك، تبلغ مساحتها 1٬084 كيلومتر مربع.